# Седрік Іттен
Седрік Ян Іттен (фр. Cedric Jan Itten, нар. 27 грудня 1996, Базель, Швейцарія) — швейцарський футболіст, нападник клубу «Янг Бойз» та збірної Швейцарії.

## Клубна кар'єра
Седрік Іттен народився у місті Базель. Починав займатися футболом у місцевих спортивних школах. У віці 11-ти років перейшов до академії місцевого клубу «Базель». У лютому 2016 року Іттен дебютував у першій команді у чемпіонаті Швейцарії. Перед початком сезону 2016/17 для набору ігрової практики був відправлений в оренду до клубу «Люцерн»..
Через рік футболіст повернувся до «Базеля», але провів у клубі лише половину сезону, а на початку 20918 року знову відправився в оренду — цього разу до клубу «Санкт-Галлен». У липні 2018 року по завершенню терміну оренди, Іттен підписав з клубом контракт на повноцінній основі.
У серпні 2020 року нападник підписав чотирирічний контракт з шотландським клубом «Рейнджерс». У літнє трансферне вікно 2021 року був відданий в оренду до кінця сезону в німецький клуб «Гройтер Фюрт», проте, вже у січні 2022 року повернувся до «Рейнджерсу».

## Збірна
З 2013 року Седрік Іттен є постійним гравцем юнацьких та молодіжної збірних Швейцарії.
15 листопада 2019 року в матчі проти збірної Грузії Іттен дебютував у складі національної збірної Швейцарії.

## Статистика виступів

### Статистика виступів за збірну
Станом на 15 листопада 2021 року
| Дата       | Місто        | Господарі | Результат | Гості             | Турнір                               | Голи | Примітки |
| ---------- | ------------ | --------- | --------- | ----------------- | ------------------------------------ | ---- | -------- |
| 15-11-2019 | Санкт-Галлен | Швейцарія | 1 – 0     | Грузія            | Відбір до ЧЄ 2020                    | 1    | 71'      |
| 18-11-2019 | Гібралтар    | Гібралтар | 1 – 6     | Швейцарія         | Відбір до ЧЄ 2020                    | 2    |          |
| 7-10-2020  | Санкт-Галлен | Швейцарія | 1 – 2     | Хорватія          | товариський матч                     | -    | 62'      |
| 13-10-2020 | Кельн        | Німеччина | 3 – 3     | Швейцарія         | Ліга націй УЄФА 2020-2021 - 1-й етап | -    | 85'      |
| 9-10-2021  | Женева       | Швейцарія | 2 – 0     | Північна Ірландія | Відбір до ЧС 2022                    | -    | 90+2'    |
| 12-10-2021 | Вільнюс      | Литва     | 0 – 4     | Швейцарія         | Відбір до ЧС 2022                    | -    | 89'      |
| 15-11-2021 | Люцерн       | Швейцарія | 4 – 0     | Болгарія          | Відбір до ЧС 2022                    | 1    | 68'      |
| Усього     |              | Матчів    | 7         |                   | Голів                                | 4    |          |

## Титули і досягнення
«Базель»:
 Чемпіон Швейцарії: 2015/16
«Рейнджерс»:
 Чемпіон Шотландії: 2020/21
 Володар Кубка Шотландії: 2021/22
«Янг Бойз»:
 Чемпіон Швейцарії: 2022/23
 Володар Кубка Швейцарії: 2022/23